# Anolis ortonii
Anolis ortonii es una especie de lagarto iguánido perteneciente a la familia Dactyloidae.

## Distribución
Su área de distribución comprende gran parte de la cuenca amazónica. Se ha encontrado en numerosas zonas de Brasil, norte de Bolivia, este de Perú y de Ecuador, sur de Colombia y de Venezuela, y en Guayana, Guyana y Surinam.

## Etimología
El nombre de esta especie está dedicado al naturalista norteamericano James Orton.

## Identificación
Es una pequeña lagartija muy grácil, de colores pardos a grises generalmente jaspeados, y de piel suave. Es capaz de hacer variar su coloración, básicamente oscureciendo o aclarando sus tonos. Como es habitual entre las especies del mismo género, en su comportamiento territorial despliega una membrana gular de color anaranjado amarillento a rojo con el borde inferior amarillo y escamas blancas rodeadas de una franja delgada amarilla. La coloración de esta membrana muestra menos variación que en otras especies afines. El macho tiene la membrana gular de tamaño significativamente mayor que la hembra. Una detallada descripción zoológica de la especie puede encontrarse en Ávila-Pires, T.S.C. (1995).

## Comportamiento
Es diurna. Se alimenta de invertebrados que captura en arbustos y árboles del estrato bajo del bosque. Es solitaria y fuertemente territorial. El territorio de las hembras es menor que el de los machos. En la defensa territorial y en la actividad reproductora se comunican con movimientos de cabeza y cuerpo y con despliegues de la membrana gular. Las hembras receptivas se mantienen quietas, luego el macho muerde su cuello y se aparean. Es ovípara y deposita un solo huevo en cada puesta. Esta especie utiliza la inmovilidad y el mimetismo para evitar a sus depredadores. Si no tiene éxito, escapa. Su temperatura corporal durante los periodos de actividad es de aproximadamente 31 °C.